# Youtube-dl
youtube-dl est un gestionnaire de téléchargement vidéo et audio de YouTube et d’autres plateformes d’hébergement de vidéos. Il est publié sous licence logicielle Unlicense (en).

## Histoire

### Demande de l’arrêt du dépôt GitHub par la RIAA
En octobre 2020, le dépôt de youtube-dl et tous ses forks sont clôturés de GitHub, un logiciel permettant de conserver en local une copie d'une vidéo disponible sur un certain nombre de sites de diffusion vidéo. D'après le site, c'est en raison de la loi américaine du Digital Millennium Copyright Act (DMCA) de 1998 et à la demande du Recording Industry Association of America (RIAA), représentant les industriels de la musique. Le logiciel est toujours disponible sur le site des développeurs, mais pour la Freedom of the Press Foundation, cela pose une menace sur ce logiciel et sur le travail des journalistes qui l'utilisent fréquemment pour conserver une trace de vidéos pour leurs enquêtes et reportages, notamment pour les contenus concernant les extrêmistes ou les controverses,,,,,,,. La demande de la Recording Industry Association of America (RIAA) est jugée abusive et youtube-dl redevient disponible sur GitHub,,,, à mi-novembre.

### Cloture du site yt-dl.org par laRIAA
Début août 2023, l’hébergeur du site yt-dl.org (Uberspace) est contraint de bloquer l’accès au site à la suite d'une décision du tribunal régional de Hambourg.